# Cymindis adusta
Cymindis adusta es una especie de coleóptero de la familia Carabidae.

## Distribución geográfica
Habita en Chipre, Irán, Israel, Líbano, Siria y Turquía.